# 有桿狸藻
有桿狸藻（學名：Utricularia corynephora）為狸藻屬多年生小型食虫植物。其种加词“corynephora”来源于希腊文“koryne”和“pherein”，意为“棍棒”和“具有”，指其种子。有桿狸藻分布于缅甸和泰国，其模式标本来源于缅甸南部半岛。其岩生于潮湿的花岗岩岩壁，海拔分布范围为180米至750米。1986年，彼得·泰勒最先描述了有桿狸藻。

## 外部連結
- 食虫植物照片搜寻引擎中有桿狸藻的照片 （页面存档备份，存于）

 维基共享资源上的相關多媒體資源：有桿狸藻
 維基物種上的相關：有桿狸藻